# Bahamadia

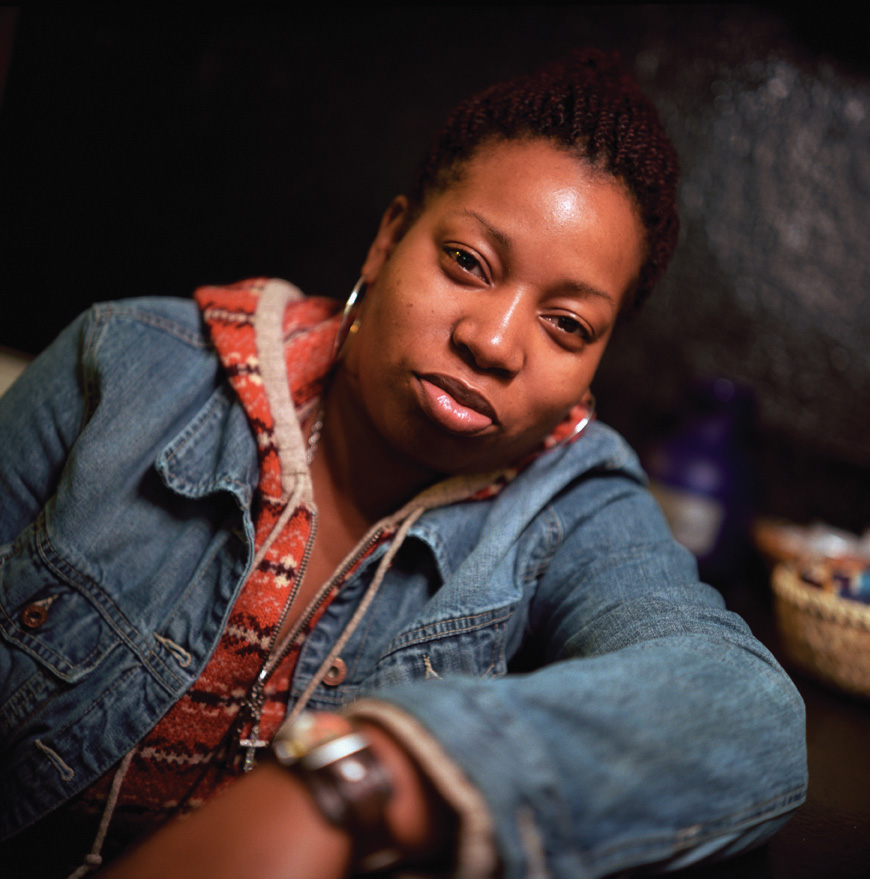
Bahamadia (2001)

Bahamadia (* 22. April 1966 oder 1972 als Antonia Reed in Philadelphia) ist eine US-amerikanische Rapperin. 

## Biografie
Bahamadia begann als DJ in ihrer Heimatstadt Philadelphia, wo sie sich zeitweise auch als MC versuchte. Bei einem solchen Anlass wurde sie vom Produzenten DJ Ran entdeckt, der ihr 1993 zu ihrer ersten Single Funk Vibe verhalf. Durch die Single wurde Guru, der MC des Hip-Hop-Duos Gang Starr auf Bahamadia aufmerksam und verhalf ihr zu einem Vertrag bei dem Plattenlabel Chrysalis. Dort erschienen die Singles Total Wreck (1994) und Uknowhowwedu (1995). Die erste LP Kollage erschien 1996 und wurde von Guru, DJ Premier und The Roots mitproduziert.
Wegen des bevorstehenden Konkurs von Chrysalis wartete Bahamadia auf das Auslaufen des Vertrages und erschien als Gast bei verschiedenen Projekten, was ihren Ruf in der Szene stärkte. So erschienen unter anderem Push Up Ya Lighter mit The Roots, New Forms mit Roni Size, Good Girl Down mit Morcheeba, Chaos mit Reflection Eternal und Zusammenarbeiten mit Sweetback, Towa Tei, Brand New Heavies, Herbalizer, Planet Asia, Jedi Mind Tricks bzw. Army of the Pharaohs und Jazzmatazz.
Im Jahr 2000 erschien die EP BB Queen (BB für beautiful black) unter eigenem Namen. Das nächste längere Album erschien 2006 mit dem Namen Good Rap Music.
Bahamadia hat 1997–1999 eine Hip-Hop-Radioshow in Philadelphia präsentiert. Sie vertritt den Trend der Globalisierung in der Hip-Hop-Kultur und dankt zum Beispiel den Hip-Hop-Gemeinden in Japan, Kanada, Schweden, Thailand und anderer Länder im Text von Global (mit den Sisters of the Underground aus dem Jahr 2003).

## Diskografie

### Alben
- 1996: Kollage
- 2000: BB Queen (EP)
- 2006: Good Rap Music

### Singles
- 1993: Funk Vibe
- 1994: Total Wreck
- 1995: Uknowhowedu
- 1996: I Confess
- 2000: Pep Talk
- 2000: Special Forces

### Sonstige
- 1998: Lyricist Lounge Vol.1